# Marmeláda

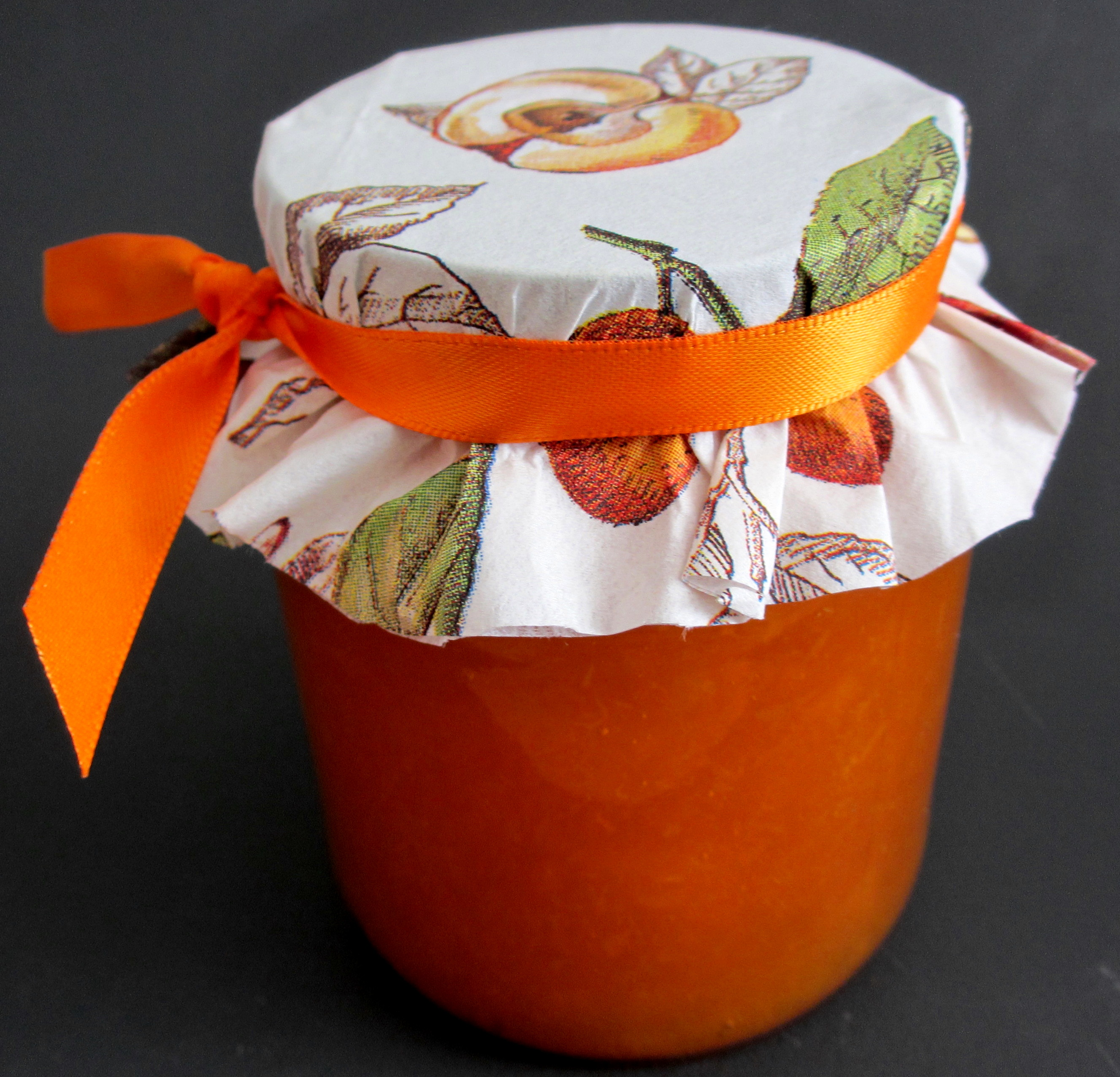
Domácí meruňková marmeláda

Marmeláda (z portugalského marmelo – kdoule) je druh sladké polotekuté ovocné směsi, která vzniká vařením a želírováním ovocných dužnin a šťáv a využívá se jako pochutina (ochucovací doplněk jídla), např. pro mazání na pečivo a také k dochucení a zdobení pokrmů.
Na území Česka jsou marmelády vyráběny z místních plodů, jako jsou jahody, jablka, třešně, meruňky, ostružiny, borůvky.
Na rozdíl od podobného džemu tvoří marmeláda hustší hladkou, jemně propasírovanou směs, zatímco džem obvykle bývá řidší a může obsahovat kousky ovoce.
Ovoce použité při výrobě marmelády může být prostě rozvařeno vcelku nebo před rozvařením vylisováno nebo může být k přípravě marmelády použita pouze ovocná šťáva. Následným želírováním (přirozeným působením pektinu obsaženého v ovoci nebo doplněním želírovacího přípravku) během vaření dojde k zahuštění.
V jiných zemích se pro výrobu marmelády používají i jiné plody, např. ve Velké Británii se marmeláda vyrábí tradičně z citrusových plodů.

## Původ slova
Slovo marmeláda má svůj původ v portugalském marmelada, které vzniklo z portugalského označení kdoule (marmelo), neboť v Portugalsku se pod tímto názvem rozumí kdoulové zavařeniny.
Podobně i ve Španělsku nacházíme dulce de membrillo, které se jedí s tvrdým sýrem a lze je nejčastěji zakoupit v sýrárně.
Samotnou kdoulovou směs už přitom připravovali staří Římané a později našla své zákazníky i v novověké Británii, kde ovšem časem došlo k jejímu nastavování citrusovými plody (citrony, pomeranče, mandarinky a další).
Později se v Británii dokonce samotné kdoule z receptů vytratily a dnešní britská marmeláda je převážně citrusová.

## Užití názvu v potravinářské terminologii
Přestože historicky původní „marmeláda“ byla vyráběna z kdoulí, od roku 2004 platí v Evropské unii směrnice, která nařizuje pod názvem marmeláda prodávat pouze „marmeládu“ ve významu anglického slova marmalade, což znamená, že jako „marmeláda“ se smí v obchodním styku nazývat pouze marmeláda vyrobená alespoň z jedné pětiny z citrusových plodů.
Zatímco některé státy EU jako Dánsko, Řecko nebo Rakousko si stačily pro užívání tohoto názvu vyjednat výjimku z uvedené směrnice, česká vláda při vstupu České republiky do Evropské unie tuto možnost propásla.
Proto se na Českou republiku od roku 2003 tato směrnice vztahuje také a na českém trhu nesmí být pod názvem „marmeláda“ distribuována marmeláda bez minimálně pětinového obsahu citrusových plodů.
Potravinářská společnost Hamé roku 2012 zažádala prostřednictvím Ministerstva zemědělství České republiky u Evropské potravinářské komise o výjimku z evropské legislativy, která by společnosti umožnila označovat jako marmeláda její marmelády vyrobené z jahod nebo meruněk. Společnost doufala, že tyto marmelády budou zařazeny mezi tzv. zaručené tradiční speciality a legislativní pravidlo se na ně vztahovat nebude. Požadavek však Evropská potravinářská komise zamítla.
Z toho důvodu jsou pro v Česku prodávané marmelády oficiálně používána různá náhradní označení jako ovocná pomazánka nebo ovocná směs, zatímco v běžném mezilidském styku je tento druh pokrmu dál běžně označován jako marmeláda.
Revize směrnice EU z roku 2024 již považuje džem a marmeládu jako synonyma. Účinnost příslušné vyhlášky MZe ČR je navržena od 1. 7. 2025.